# Vincenz Mayer
Vincenz Mayer (* 27. September 1990 in Garmisch-Partenkirchen) ist ein deutscher Eishockeyspieler, der seit 2022 beim EV Lindau in der Eishockey-Oberliga unter Vertrag steht.

## Karriere
Vincenz Mayer begann seine Karriere als Eishockeyspieler in seinem Heimatort Mittenwald, beim EV Mittenwald. Ab den Kleinschülern spielte er für den SC Riessersee, für dessen Juniorenmannschaft er von 2005 bis 2008 in der Deutschen Nachwuchsliga aktiv war. In der Saison 2006/07 kam er zudem parallel für den SC Riessersee in der drittklassigen Eishockey-Oberliga zu seinem Debüt im Seniorenbereich. Nachdem er in der Saison 2008/09 für den Oberligisten EC Peiting gespielt hatte, lief der Flügelspieler in den folgenden beiden Jahren für deren Ligarivalen EHF Passau Black Hawks auf. Während seiner Zeit in Passau kam er zudem als Leihspieler zu seinem Debüt im professionellen Eishockey für den EHC München aus der 2. Eishockey-Bundesliga. 
Zur Saison 2011/12 wurde Mayer von den Grizzly Adams Wolfsburg aus der Deutschen Eishockey Liga verpflichtet, bei denen er auf Anhieb Stammspieler wurde. In seinem ersten DEL-Jahr stand er zudem in einem Spiel für den Oberligisten Kassel Huskies auf dem Eis. Nach fünf Jahren in Wolfsburg wechselte er zur Saison 2016/17 nach Ravensburg in die zweite Liga. Bei den Towerstars stieg er 2017 zum Kapitän auf und führte sein Team in der Saison 2018/19 auch zur DEL2-Meisterschaft. In der Saison 2021/22 schaffte er mit dem Team den Einzug ins DEL2-Finale. Anschließend entschloss er sich für einen Wechsel zum EV Lindau in die Oberliga, um parallel beruflich eine zweite Perspektive aufzubauen.
2025 gab Mayer das Ende seiner Karriere bekannt.

## Karrierestatistik
(Legende zur Spielerstatistik: Sp oder GP = absolvierte Spiele; T oder G = erzielte Tore; V oder A = erzielte Assists; Pkt oder Pts = erzielte Scorerpunkte; SM oder PIM = erhaltene Strafminuten; +/− = Plus/Minus-Bilanz; PP = erzielte Überzahltore; SH = erzielte Unterzahltore; GW = erzielte Siegtore; 1 Play-downs/Relegation; Kursiv: Statistik nicht vollständig)